# Roberto Gualtieri
Roberto Gualtieri, född 19 juli 1966 i Rom, är en italiensk politiker och ekonom. Han har en bakgrund som professor i modern historia vid universitetet i Rom La Sapienza. Gualtieri har varit medlem av det italienska demokratiska partiet (PD) och invaldes i Europaparlamentet 2009, där han senare blev ordförande för Ekonomi- och Valutautskottet (ECON). Från september 2019 till februari 2021 tjänstgjorde han som Italiens ekonomi- och finansminister och hanterade ekonomin under Covid-19-pandemin. Sedan oktober 2021 är han borgmästare i Rom, där han fokuserar på stadens infrastruktur, offentliga tjänster och hållbar utveckling.